# جو أودونيل (لاعب كرة قدم أمريكية)
جو أودونيل (بالإنجليزية: Joe O'Donnell)‏ هو لاعب كرة قدم أمريكية أمريكي، ولد في 31 أغسطس 1941 في آن آربر في الولايات المتحدة، وتوفي في 17 يناير 2019.

## وصلات خارجية
- جو أودونيل على موقع مرجع كرة القدم المحترفة.كوم (الإنجليزية)